# Saison 1973 de la WTA
Vainqueurs des tournois majeurs

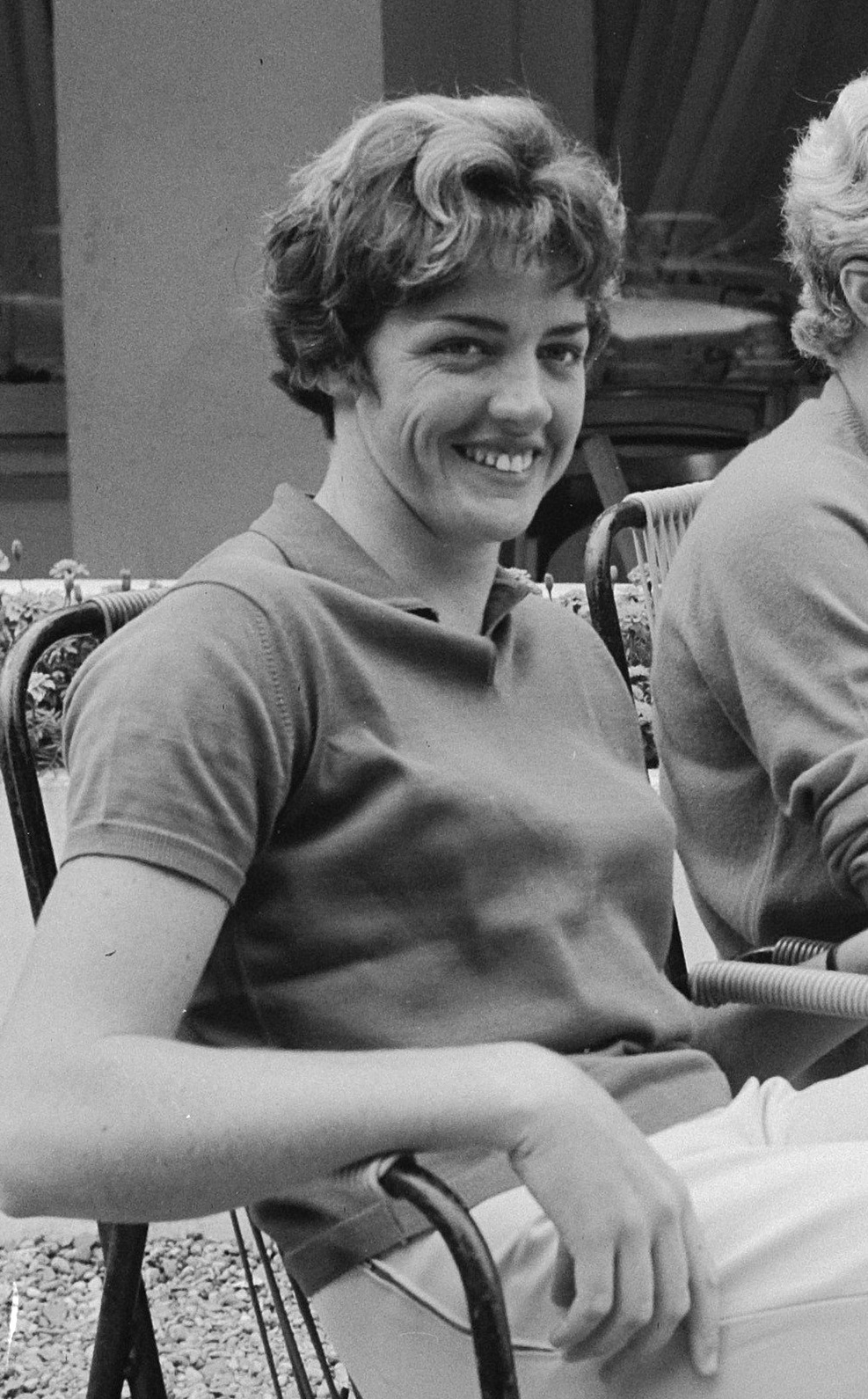
Tennis à Hilversum dans le restaurant Margaret Smith

Résultats des tournois de tennis organisés par la Women's Tennis Association (WTA) en 1973 :

## Organisation de la saison
Cette saison 1973 de tennis professionnel voit la création de la Women's Tennis Association (WTA), à Londres, une semaine avant le tournoi de Wimbledon, à l'initiative de la joueuse américaine Billie Jean King.
Le site officiel de la WTA mentionne un circuit « pour la première fois unifié ».

## Palmarès

### Simple
| No | Date       | Nom et lieu du tournoi                              | Catégorie | Dotation  | Surface         | Vainqueure           | Finaliste            | Score          |         |
| -- | ---------- | --------------------------------------------------- | --------- | --------- | --------------- | -------------------- | -------------------- | -------------- | ------- |
| 1  | 26/12/1972 | Australian Open, Melbourne                          | G. Chelem | 22 140 $  | Gazon (ext.)    | Margaret Smith Court | Evonne Goolagong     | 6-4, 7-5       | Tableau |
| 2  | 02/01/1973 | New South Wales Open, Sydney                        |           | 9 500 $   | Gazon (ext.)    | Margaret Smith Court | Evonne Goolagong     | 4-6, 6-3, 10-8 | Tableau |
| 3  | 09/01/1973 | Benson & Hedges NZ Open, Auckland                   |           | NC        | Gazon (ext.)    | Evonne Goolagong     | Marilyn Pryde        | 6-0, 6-1       | Tableau |
| 4  | 16/01/1973 | British Motor Cars Invitation, Oakland              |           | 25 000 $  | Moquette (int.) | Margaret Smith Court | Kerry Melville       | 6-3, 6-3       | Tableau |
| 5  | 23/01/1973 | British Motor Cars of Los Angeles, Inglewood        |           | 25 000 $  | Moquette (int.) | Margaret Smith Court | Nancy Richey-Gunter  | 7-5, 6-71, 7-5 | Tableau |
| 6  | 29/01/1973 | Virginia Slims of Washington, Bethesda              |           | 25 000 $  | Moquette (int.) | Margaret Smith Court | Kerry Melville       | 6-1, 6-2       | Tableau |
| 7  | 05/02/1973 | Barnett Bank Classic, Miami Beach                   |           | 30 000 $  | Terre (ext.)    | Margaret Smith Court | Kerry Melville       | 4-6, 6-1, 7-5  | Tableau |
| 8  | 19/02/1973 | Virginia Slims of Indianapolis, Indianapolis        |           | 35 000 $  | Moquette (int.) | Billie Jean King     | Rosie Casals         | 5-7, 6-2, 6-4  | Tableau |
| 9  | 26/02/1973 | S&H Green Stamp Classic, Fort Lauderdale            |           | 20 000 $  | Terre (ext.)    | Chris Evert          | Virginia Wade        | 6-1, 6-2       | Tableau |
| 10 | 28/02/1973 | Virginia Slims of Detroit, Détroit                  |           | 25 000 $  | Moquette (int.) | Margaret Smith Court | Kerry Melville       | 7-6, 6-3       | Tableau |
| 11 | 05/03/1973 | Virginia Slims of Chicago, Chicago                  |           | 30 000 $  | Moquette (int.) | Margaret Smith Court | Billie Jean King     | 6-2, 4-6, 6-4  | Tableau |
| 12 | 05/03/1973 | Maureen Connolly Memorial, Dallas                   |           | 20 000 $  | Moquette (int.) | Virginia Wade        | Evonne Goolagong     | 6-4, 6-1       | Tableau |
| 13 | 12/03/1973 | Virginia Slims of Richmond, Richmond                |           | 25 000 $  | Terre (int.)    | Margaret Smith Court | Janet Newberry       | 6-2, 6-1       | Tableau |
| 14 | 12/03/1973 | US National Indoor Championships, Boston            |           | 20 000 $  | Moquette (int.) | Evonne Goolagong     | Virginia Wade        | 6-4, 6-4       | Tableau |
| 15 | 19/03/1973 | Akron Open, Akron                                   |           | 25 000 $  | Moquette (int.) | Chris Evert          | Olga Morozova        | 6-3, 6-4       | Tableau |
| 16 | 26/03/1973 | Lady Gotham Classic, New York                       |           | 30 000 $  | Moquette (int.) | Chris Evert          | Katja Ebbinghaus     | 6-0, 6-4       | Tableau |
| 17 | 26/03/1973 | Virginia Slims of Tucson, Tucson                    |           | 25 000 $  | Dur (ext.)      | Kerry Melville       | Nancy Richey-Gunter  | 6-3, 6-3       | Tableau |
| 18 | 02/04/1973 | First Federal of Sarasota Open, Sarasota            |           | 20 000 $  | Terre (ext.)    | Chris Evert          | Evonne Goolagong     | 6-3, 6-2       | Tableau |
| 19 | 02/04/1973 | Max Pax Coffee Classic, Philadelphie                |           | 50 000 $  | Dur (int.)      | Margaret Smith Court | Kerry Harris         | 6-1, 6-0       | Tableau |
| 20 | 09/04/1973 | Miami Beach Pros, Miami                             |           | 20 000 $  | Terre (ext.)    | Chris Evert          | Evonne Goolagong     | 3-6, 6-3, 6-2  | Tableau |
| 21 | 09/04/1973 | Virginia Slims Indoors, Boston                      |           | 25 000 $  | Dur (int.)      | Margaret Smith Court | Billie Jean King     | 6-2, 6-4       | Tableau |
| 22 | 16/04/1973 | St Petersburg Masters Invitation, St. Petersburg    | USTA Tour | 20 000 $  | Terre (ext.)    | Chris Evert          | Evonne Goolagong     | 6-2, 0-6, 6-4  | Tableau |
| 23 | 16/04/1973 | Virginia Slims of Jacksonville, Jacksonville        |           | 25 000 $  | Terre (ext.)    | Margaret Smith Court | Rosie Casals         | 5-7, 6-3, 6-1  | Tableau |
| 24 | 30/04/1973 | Family Circle Cup, Hilton Head                      |           | 90 000 $  | Terre (ext.)    | Rosie Casals         | Nancy Richey-Gunter  | 3-6, 6-1, 7-5  | Tableau |
| 25 | 07/05/1973 | Toray Sillook, Tokyo                                |           | 30 000 $  | Moquette (int.) | Billie Jean King     | Nancy Richey-Gunter  | 7-6, 5-7, 6-3  | Tableau |
| 26 | 07/05/1973 | Rothmans British HC Championships, Bournemouth      |           | NC        | Terre (ext.)    | Virginia Wade        | Evonne Goolagong     | 6-4, 6-4       | Tableau |
| 27 | 14/05/1973 | Rothmans Surrey Hard Court Championships, Guildford |           | NC        | Terre (ext.)    | Dianne Fromholtz     | Kazuko Sawamatsu     | 7-5, 6-3       |         |
| 28 | 14/05/1973 | Mercedes-Benz Open, Lee-on-Solent                   |           | NC        | Terre (ext.)    | Evonne Goolagong     | Pat Pretorius        | 6-3, 6-2       | Tableau |
| 29 | 21/05/1973 | Roland-Garros, Paris                                | G. Chelem | NC        | Terre (ext.)    | Margaret Smith Court | Chris Evert          | 6-7, 7-6, 6-4  | Tableau |
| 30 | 28/05/1973 | Rothmans Surrey GC Championships, Surbiton          |           | NC        | Gazon (ext.)    | Wendy Turnbull       | Ann Kiyomura         | 6-2, 6-0       | Tableau |
| 31 | 03/06/1973 | Gulf Coast Women's Pros, Mobile                     |           | NC        | NC              | Billie Jean King     | Françoise Dürr       | 6-3, 7-5       | Tableau |
| 32 | 04/06/1973 | Italian Open, Rome                                  |           | NC        | Terre (ext.)    | Evonne Goolagong     | Chris Evert          | 7-64, 6-0      | Tableau |
| 33 | 04/06/1973 | Rothmans Championships, Chichester                  |           | NC        | Gazon (ext.)    | Dianne Fromholtz     | Brigitte Cuypers     | 6-1, 6-0       | Tableau |
| 34 | 11/06/1973 | German Open, Hambourg                               |           | NC        | Terre (ext.)    | Helga Masthoff       | Pat Pretorius        | 6-4, 6-1       | Tableau |
| 35 | 11/06/1973 | Green Shield Kent Championships, Beckenham          |           | NC        | Gazon (ext.)    | Dianne Fromholtz     | Janet Newberry       | 7-5, 0-6, 6-1  | Tableau |
| 36 | 11/06/1973 | John Player Nottingham Open, Nottingham             |           | NC        | Gazon (ext.)    | Billie Jean King     | Virginia Wade        | 8-6, 6-4       | Tableau |
| 37 | 18/06/1973 | Rothmans London Grass Court Champ's, Londres        |           | NC        | Gazon (ext.)    | Olga Morozova        | Evonne Goolagong     | 6-2, 6-3       | Tableau |
| 38 | 25/06/1973 | The Championships, Wimbledon                        | G. Chelem | NC        | Gazon (ext.)    | Billie Jean King     | Chris Evert          | 6-0, 7-5       | Tableau |
| 39 | 09/07/1973 | Dusseldorf Open, Düsseldorf                         |           | NC        | Terre (ext.)    | Helga Masthoff       | Evonne Goolagong     | 6-4, 6-4       | Tableau |
| 40 | 09/07/1973 | Swedish Open, Båstad                                |           | NC        | Terre (ext.)    | Glynis Coles         | Christina Sandberg   | 4-6, 6-4, 6-3  |         |
| 41 | 09/07/1973 | Carroll's Irish Open, Dublin                        |           | NC        | Gazon (ext.)    | Margaret Smith Court | Virginia Wade        | 6-2, 6-4       | Tableau |
| 42 | 09/07/1973 | Swiss Open Championships, Gstaad                    |           | NC        | Terre (ext.)    | Julie Anthony        | Raquel Giscafré      | 6-4, 7-5       | Tableau |
| 43 | 09/07/1973 | Green Shield Welsh Championships, Newport           |           | NC        | Gazon (ext.)    | Julie Heldman        | Dianne Fromholtz     | 1-6, 6-1, 11-9 | Tableau |
| 44 | 16/07/1973 | Rothmans North of England Champ's, Hoylake          |           | NC        | Gazon (ext.)    | Patti Hogan          | Sharon Walsh         | 11-9, 4-6, 6-4 | Tableau |
| 45 | 16/07/1973 | Netherlands International, Hilversum                |           | NC        | Terre (ext.)    | Betty Stöve          | Helga Masthoff       | 7-5, 6-2       | Tableau |
| 46 | 16/07/1973 | Austrian Open, Kitzbühel                            |           | NC        | Terre (ext.)    | Evonne Goolagong     | Olga Morozova        | Sort           | Tableau |
| 47 | 23/07/1973 | Marie O. Clark Memorial, Cleveland                  | USTA Tour | 25 000 $  | Dur (ext.)      | Chris Evert          | Linda Tuero          | 6-0, 6-0       | Tableau |
| 48 | 30/07/1973 | Denver Majestic Tournament, Denver                  | VS Tour   | 30 000 $  | Dur (ext.)      | Billie Jean King     | Betty Stöve          | 6-4, 6-2       | Tableau |
| 49 | 30/07/1973 | USLTA Atlantic City, Atlantic City                  | USTA Tour | NC        | NC              | Chris Evert          | Marita Redondo       | 6-2, 7-5       | Tableau |
| 50 | 06/08/1973 | Western Open Championships, Cincinnati              | USTA Tour | 75000 $   | Terre (ext.)    | Evonne Goolagong     | Chris Evert          | 6-2, 7-5       | Tableau |
| 51 | 06/08/1973 | Commerce Union Bank Classic, Nashville              |           | 35 000 $  | Terre (ext.)    | Margaret Smith Court | Billie Jean King     | 6-3, 4-6, 6-2  | Tableau |
| 52 | 13/08/1973 | US Clay Court Championships, Indianapolis           | USTA Tour | NC        | Terre (ext.)    | Chris Evert          | Veronica Burton      | 6-4, 6-3       | Tableau |
| 53 | 13/08/1973 | Jersey Shore Tennis Classic, Wall Township          |           | 30 000 $  | Dur (int.)      | Margaret Smith Court | Lesley Hunt          | 4-6, 6-2, 6-3  | Tableau |
| 54 | 19/08/1973 | VS Grass Court Championships, Newport (RI)          |           | 30 000 $  | Gazon (ext.)    | Margaret Smith Court | Julie Heldman        | 6-3, 6-2       | Tableau |
| 55 | 20/08/1973 | Rothmans Canadian Open, Toronto                     |           | NC        | Terre (ext.)    | Evonne Goolagong     | Helga Masthoff       | 7-62, 6-4      | Tableau |
| 56 | 20/08/1973 | Eastern Grass Court Championships, Orange           |           | NC        | Gazon (ext.)    | Fiorella Bonicelli   | Lesley Turner        | 6-4, 7-5       | Tableau |
| 57 | 27/08/1973 | US Open, Forest Hills                               | G. Chelem | 114 000 $ | Gazon (ext.)    | Margaret Smith Court | Evonne Goolagong     | 7-6, 5-7, 6-2  | Tableau |
| 58 | 09/09/1973 | World Invitational Tennis Classic, Hilton Head      |           | NC        | Dur (ext.)      | Margaret Smith Court | Chris Evert          | 6-4, 6-7, 6-2  | Tableau |
| 59 | 10/09/1973 | Trophée Raquette d'Or, Aix-en-Provence              |           | NC        | Terre (ext.)    | A-M Ganzabal         | Seagalen             | 6-3, 6-4       | Tableau |
| 60 | 10/09/1973 | Four Roses Classic, Charlotte (NC)                  |           | 40 000 $  | Terre (ext.)    | Evonne Goolagong     | Eugenia Birioukova   | 6-2, 6-0       | Tableau |
| 61 | 10/09/1973 | Missouri Coca-Cola International, St Louis          |           | 30 000 $  | NC              | Rosie Casals         | Karen Krantzcke      | 6-4, 6-7, 6-0  |         |
| 62 | 17/09/1973 | Virginia Slims of Houston, Houston                  |           | 30 000 $  | Moquette (int.) | Françoise Dürr       | Rosie Casals         | 6-4, 1-6, 6-4  | Tableau |
| 63 | 24/09/1973 | Virginia Slims of Columbus, Columbus (GA)           |           | 30 000 $  | Terre (ext.)    | Chris Evert          | Margaret Smith Court | Abandon        | Tableau |
| 64 | 01/10/1973 | Faberge International of Phoenix, Phoenix           |           | 50 000 $  | Dur (ext.)      | Billie Jean King     | Nancy Richey-Gunter  | 6-1, 6-3       | Tableau |
| 65 | 05/10/1973 | Japan Open, Osaka & Tokyo                           |           | NC        | NC              | Evonne Goolagong     | Helga Masthoff       | 7-6, 6-3       | Tableau |
| 66 | 15/10/1973 | Virginia Slims Championships, Boca Raton            | Masters   | 110 000 $ | Terre (ext.)    | Chris Evert          | Nancy Richey-Gunter  | 6-3, 6-3       | Tableau |
| 67 | 22/10/1973 | Dewar Cup of Aberavon, Aberavon                     | Dewar Cup | NC        | Moquette (int.) | Virginia Wade        | Julie Heldman        | 6-3, 6-1       | Tableau |
| 68 | 23/10/1973 | Virginia Slims of Hawaï, Honolulu                   | VS Tour   | 30 000 $  | Dur (ext.)      | Billie Jean King     | Helen Gourlay        | 6-1, 6-1       | Tableau |
| 69 | 30/10/1973 | Dewar Cup of Edinburgh, Édimbourg                   | Dewar Cup | NC        | Moquette (int.) | Virginia Wade        | Julie Heldman        | 6-4, 3-6, 6-1  | Tableau |
| 70 | 06/11/1973 | Dewar Cup of Billingham, Billingham                 | Dewar Cup | NC        | Moquette (int.) | Virginia Wade        | Nathalie Fuchs       | 6-0, 6-2       | Tableau |
| 71 | 14/11/1973 | Dewar Cup Final, Londres                            | Dewar Cup | NC        | Moquette (int.) | Virginia Wade        | Julie Heldman        | 6-2, 3-6, 7-5  | Tableau |
| 72 | 19/11/1973 | Gunze Classic, Tokyo                                |           | NC        | NC              | Billie Jean King     | Nancy Richey-Gunter  | 6-4, 6-4       |         |
| 73 | 19/11/1973 | South Australian Championships, Adélaïde            |           | NC        | Gazon (ext.)    | Janet Young          | Dianne Fromholtz     | 7-5, 6-1       | Tableau |
| 74 | 20/11/1973 | South African Open, Johannesburg                    |           | NC        | Dur (ext.)      | Chris Evert          | Evonne Goolagong     | 6-3, 6-3       | Tableau |
| 75 | 23/11/1973 | Lady Baltimore Tournament, Baltimore                |           | 20 000 $  | Moquette (int.) | Rosie Casals         | Billie Jean King     | 3-6, 7-63, 6-4 | Tableau |
| 76 | 26/11/1973 | Australian Hard Court Championships, Sydney         |           | NC        | Terre (ext.)    | Dianne Fromholtz     | Ann Kiyomura         | 6-1, 7-5       | Tableau |
| 77 | 03/12/1973 | Queensland State Open, Brisbane                     |           | NC        | Gazon (ext.)    | Janet Young          | Kazuko Sawamatsu     | 6-1, 6-4       | Tableau |
| 78 | 10/12/1973 | Western Australian Open, Perth                      |           | NC        | Gazon (ext.)    | Evonne Goolagong     | Kerry Harris         | 7-6, 6-1       | Tableau |

### Double
| No | Date       | Nom et lieu du tournoi                             | Catégorie | Dotation  | Surface         | Vainqueures                           | Finalistes                          | Score         |         |
| -- | ---------- | -------------------------------------------------- | --------- | --------- | --------------- | ------------------------------------- | ----------------------------------- | ------------- | ------- |
| 1  | 26/12/1972 | Australian Open Melbourne                          | G. Chelem | 22 140 $  | Gazon (ext.)    | Margaret Smith Court Virginia Wade    | Kerry Harris Kerry Melville         | 6-4, 6-4      | Tableau |
| 2  | 02/01/1973 | New South Wales Open Sydney                        |           | 9 500 $   | Gazon (ext.)    | Chris O'Neil Kazuko Sawamatsu         | Lesley Charles Glynis Coles         | 6-3, 6-4      | Tableau |
| 3  | 09/01/1973 | Benson & Hedges NZ Open Auckland                   |           | NC        | Gazon (ext.)    | Evonne Goolagong Janet Young          | Patricia Coleman Marilyn Tesch      | 6-1, 6-3      | Tableau |
| 4  | 16/01/1973 | British Motor Cars Invitation Oakland              |           | 25 000 $  | Moquette (int.) | Margaret Smith Court Lesley Hunt      | Wendy Overton Valerie Ziegenfuss    | 6-1, 7-5      | Tableau |
| 5  | 23/01/1973 | British Motor Cars of Los Angeles Inglewood        |           | 25 000 $  | Moquette (int.) | Rosie Casals Julie Heldman            | Margaret Smith Court Lesley Hunt    | Forfait       | Tableau |
| 6  | 29/01/1973 | Virginia Slims of Washington Bethesda              |           | 25 000 $  | Moquette (int.) | Rosie Casals Julie Heldman            | Kerry Harris Kerry Melville         | 6-3, 6-3      | Tableau |
| 7  | 05/02/1973 | Barnett Bank Classic Miami Beach                   |           | 30 000 $  | Terre (ext.)    | Françoise Dürr Betty Stöve            | Rosie Casals Billie Jean King       | 4-6, 6-2, 6-3 | Tableau |
| 8  | 19/02/1973 | Virginia Slims of Indianapolis Indianapolis        |           | 35 000 $  | Moquette (int.) | Rosie Casals Billie Jean King         | Margaret Smith Court Lesley Hunt    | 7-6, 6-4      | Tableau |
| 9  | 26/02/1973 | S&H Green Stamp Classic Fort Lauderdale            |           | 20 000 $  | Terre (ext.)    | Gail Sherriff Virginia Wade           | Evonne Goolagong Janet Young        | 4-6, 6-3, 6-2 | Tableau |
| 10 | 28/02/1973 | Virginia Slims of Detroit Détroit                  |           | 25 000 $  | Moquette (int.) | Rosie Casals Billie Jean King         | Karen Krantzcke Betty Stöve         | 6-3, 3-6, 6-1 | Tableau |
| 11 | 05/03/1973 | Virginia Slims of Chicago Chicago                  |           | 30 000 $  | Moquette (int.) | Rosie Casals Billie Jean King         | Karen Krantzcke Betty Stöve         | 6-4, 6-2      | Tableau |
| 12 | 05/03/1973 | Maureen Connolly Memorial Dallas                   |           | 20 000 $  | Moquette (int.) | Evonne Goolagong Janet Young          | Gail Sherriff Virginia Wade         | 6-3, 6-2      | Tableau |
| 13 | 12/03/1973 | US National Indoor Championships Boston            |           | 20 000 $  | Moquette (int.) | Marina Kroschina Olga Morozova        | Evonne Goolagong Janet Young        | 6-2, 6-4      | Tableau |
| 14 | 12/03/1973 | Virginia Slims of Richmond Richmond                |           | 25 000 $  | Terre (int.)    | Margaret Smith Court Lesley Hunt      | Karen Krantzcke Betty Stöve         | 6-2, 7-6      | Tableau |
| 15 | 19/03/1973 | Akron Open Akron                                   |           | 25 000 $  | Moquette (int.) | Patti Hogan Sharon Walsh              | Patricia Bostrom Michèle Gurdal     | 7-5, 6-4      | Tableau |
| 16 | 26/03/1973 | Virginia Slims of Tucson Tucson                    |           | 25 000 $  | Dur (ext.)      | Janet Newberry Pam Teeguarden         | Karen Krantzcke Betty Stöve         | 3-6, 7-6, 7-5 | Tableau |
| 17 | 02/04/1973 | First Federal of Sarasota Open Sarasota            |           | 20 000 $  | Terre (ext.)    | Patti Hogan Sharon Walsh              | Martina Navrátilová Marie Neumanova | 4-6, 6-0, 6-3 | Tableau |
| 18 | 02/04/1973 | Max Pax Coffee Classic Philadelphie                |           | 50 000 $  | Dur (int.)      | Margaret Smith Court Lesley Hunt      | Françoise Dürr Betty Stöve          | 6-1, 3-6, 6-2 | Tableau |
| 19 | 09/04/1973 | Virginia Slims Indoors Boston                      |           | 25 000 $  | Dur (int.)      | Rosie Casals Billie Jean King         | Françoise Dürr Betty Stöve          | 6-4, 6-2      | Tableau |
| 20 | 16/04/1973 | St Petersburg Masters Invitation St. Petersburg    | USTA Tour | 20 000 $  | Terre (ext.)    | Chris Evert Jeanne Evert              | Evonne Goolagong Janet Young        | 6-2, 7-6      | Tableau |
| 21 | 16/04/1973 | Virginia Slims of Jacksonville Jacksonville        |           | 25 000 $  | Terre (ext.)    | Rosie Casals Billie Jean King         | Françoise Dürr Betty Stöve          | 7-6, 5-7, 6-3 | Tableau |
| 22 | 30/04/1973 | Family Circle Cup Hilton Head                      |           | 90 000 $  | Terre (ext.)    | Françoise Dürr Betty Stöve            | Billie Jean King Rosie Casals       | 3-6, 6-4, 6-3 | Tableau |
| 23 | 07/05/1973 | Rothmans British HC Championships Bournemouth      |           | NC        | Terre (ext.)    | Patricia Coleman Wendy Turnbull       | Evonne Goolagong Janet Young        | 7-5, 7-5      | Tableau |
| 24 | 07/05/1973 | Toray Sillook Tokyo                                |           | 30 000 $  | Moquette (int.) | Laura duPont Kristien Kemmer          | Nancy Richey-Gunter Karen Krantzcke | 8-6           | Tableau |
| 25 | 14/05/1973 | Rothmans Surrey Hard Court Championships Guildford |           | NC        | Terre (ext.)    | Patti Hogan Sharon Walsh              | Lesley Charles Glynis Coles         | Partage       |         |
| 26 | 14/05/1973 | Mercedes-Benz Open Lee-on-Solent                   |           | NC        | Terre (ext.)    | Evonne Goolagong Janet Young          | Jackie Fayter-Hough Peggy Michel    | 6-1, 6-2      | Tableau |
| 27 | 21/05/1973 | Roland-Garros Paris                                | G. Chelem | NC        | Terre (ext.)    | Margaret Smith Court Virginia Wade    | Françoise Dürr Betty Stöve          | 6-2, 6-3      | Tableau |
| 28 | 28/05/1973 | Rothmans Surrey GC Championships Surbiton          |           | NC        | Gazon (ext.)    | Linky Boshoff Ilana Kloss             | Ann Kiyomura Peggy Michel           | 7-5, 6-2      | Tableau |
| 29 | 03/06/1973 | Gulf Coast Women's Pros Mobile                     |           | NC        | NC              | Rosie Casals Billie Jean King         | Françoise Dürr Valerie Ziegenfuss   | 6-3, 4-6, 6-2 | Tableau |
| 30 | 04/06/1973 | Italian Open Rome                                  |           | NC        | Terre (ext.)    | Olga Morozova Virginia Wade           | Martina Navrátilová Renáta Tomanová | 3-6, 6-2, 7-5 | Tableau |
| 31 | 04/06/1973 | Rothmans Championships Chichester                  |           | NC        | Gazon (ext.)    | Julie Heldman Ann Kiyomura            | Jackie Fayter-Hough Peggy Michel    | 7-5, 6-3      | Tableau |
| 32 | 11/06/1973 | German Open Hambourg                               |           | NC        | Terre (ext.)    | Helga Masthoff Heide Schildknecht     | Kristien Kemmer Laura Rossouw       | 6-1, 6-2      | Tableau |
| 33 | 11/06/1973 | John Player Nottingham Open Nottingham             |           | NC        | Gazon (ext.)    | Rosie Casals Billie Jean King         | Chris Evert Betty Stöve             | 6-2, 9-7      | Tableau |
| 34 | 11/06/1973 | Green Shield Kent Championships Beckenham          |           | NC        | Gazon (ext.)    | Marina Kroschina Olga Morozova        | Jackie Fayter-Hough Peggy Michel    | 8-6, 6-3      | Tableau |
| 35 | 18/06/1973 | Rothmans London Grass Court Champ's Londres        |           | NC        | Gazon (ext.)    | Rosie Casals Billie Jean King         | Françoise Dürr Betty Stöve          | 4-6, 6-3, 7-5 | Tableau |
| 36 | 25/06/1973 | The Championships Wimbledon                        | G. Chelem | NC        | Gazon (ext.)    | Rosie Casals Billie Jean King         | Françoise Dürr Betty Stöve          | 6-1, 4-6, 7-5 | Tableau |
| 37 | 09/07/1973 | Green Shield Welsh Championships Newport           |           | NC        | Gazon (ext.)    | Patti Hogan Sharon Walsh              | Dianne Fromholtz Julie Heldman      | Partage       | Tableau |
| 38 | 09/07/1973 | Carroll's Irish Open Dublin                        |           | NC        | Gazon (ext.)    | Margaret Smith Court Virginia Wade    | Helen Gourlay Karen Krantzcke       | 8-6, 3-6, 6-4 | Tableau |
| 39 | 09/07/1973 | Dusseldorf Open Düsseldorf                         |           | NC        | Terre (ext.)    | Evonne Goolagong Janet Young          | Helga Masthoff Heide Schildknecht   | Partage       | Tableau |
| 40 | 09/07/1973 | Swedish Open Båstad                                |           | NC        | Terre (ext.)    | Ana María Arias Christina Sandberg    | Sue Barker Glynis Coles             | NC            |         |
| 41 | 09/07/1973 | Swiss Open Championships Gstaad                    |           | NC        | Terre (ext.)    | Julie Anthony Raquel Giscafré         | Chang Ching-Ling Carmen Coronado    | 6-2, 6-0      | Tableau |
| 42 | 16/07/1973 | Netherlands International Hilversum                |           | NC        | Terre (ext.)    | Helga Masthoff Betty Stöve            | Brigitte Cuypers Trudy Groenman     | 6-2, 7-6      | Tableau |
| 43 | 16/07/1973 | Austrian Open Kitzbühel                            |           | NC        | Terre (ext.)    | Aleksandra Ivanova Olga Morozova      | Evonne Goolagong Janet Young        | 2-6, 6-4, 6-2 | Tableau |
| 44 | 16/07/1973 | Rothmans North of England Champ's Hoylake          |           | NC        | Gazon (ext.)    | Karen Krantzcke Virginia Wade         | Patti Hogan Sharon Walsh            | 5-7, 6-4, 6-1 | Tableau |
| 45 | 23/07/1973 | Marie O. Clark Memorial Cleveland                  | USTA Tour | 25 000 $  | Dur (ext.)      | Ilana Kloss Pat Pretorius             | Janice Metcalf Laurie Tenney        | 1-6, 7-6, 6-1 | Tableau |
| 46 | 30/07/1973 | Denver Majestic Tournament Denver                  | VS Tour   | 30 000 $  | Dur (ext.)      | Rosie Casals Billie Jean King         | Françoise Dürr Betty Stöve          | 3-2, n.f.     | Tableau |
| 47 | 30/07/1973 | USLTA Atlantic City Atlantic City                  | USTA Tour | NC        | NC              | Chris Evert Marita Redondo            | Ilana Kloss Pat Pretorius           | 6-4, 6-4      | Tableau |
| 48 | 06/08/1973 | Western Open Championships Cincinnati              | USTA Tour | 75000 $   | Terre (ext.)    | Ilana Kloss Pat Pretorius             | Evonne Goolagong Janet Young        | 7-6, 3-6, 6-2 | Tableau |
| 49 | 06/08/1973 | Commerce Union Bank Classic Nashville              |           | 35 000 $  | Terre (ext.)    | Françoise Dürr Betty Stöve            | Karen Krantzcke Janet Newberry      | 6-4, 6-7, 6-1 | Tableau |
| 50 | 13/08/1973 | US Clay Court Championships Indianapolis           | USTA Tour | NC        | Terre (ext.)    | Patti Hogan Sharon Walsh              | Fiorella Bonicelli M. Fernández     | 6-4, 6-4      | Tableau |
| 51 | 13/08/1973 | Jersey Shore Tennis Classic Wall Township          |           | 30 000 $  | Dur (int.)      | Françoise Dürr Betty Stöve            | Julie Anthony Mona Schallau         | 6-4, 6-4      | Tableau |
| 52 | 19/08/1973 | VS Grass Court Championships Newport (RI)          |           | 30 000 $  | Gazon (ext.)    | Françoise Dürr Betty Stöve            | Janet Newberry Pam Teeguarden       | 6-4, 6-3      | Tableau |
| 53 | 20/08/1973 | Rothmans Canadian Open Toronto                     |           | NC        | Terre (ext.)    | Evonne Goolagong Peggy Michel         | Helga Masthoff Martina Navrátilová  | 6-3, 6-2      | Tableau |
| 54 | 27/08/1973 | US Open Forest Hills                               | G. Chelem | 114 000 $ | Gazon (ext.)    | Margaret Smith Court Virginia Wade    | Rosie Casals Billie Jean King       | 3-6, 6-3, 7-5 | Tableau |
| 55 | 09/09/1973 | World Invitational Tennis Classic Hilton Head      |           | NC        | Dur (ext.)      | Margaret Smith Court Evonne Goolagong | Chris Evert Billie Jean King        | 3-6, 6-3, 6-4 | Tableau |
| 56 | 10/09/1973 | Missouri Coca-Cola International St Louis          |           | 30 000 $  | NC              | Karen Krantzcke Mona Schallau         | Betty Stöve Pam Teeguarden          | 6-4, 7-6      |         |
| 57 | 10/09/1973 | Four Roses Classic Charlotte (NC)                  |           | 40 000 $  | Terre (ext.)    | Evonne Goolagong Janet Young          | Ilana Kloss Martina Navrátilová     | 6-2, 6-0      | Tableau |
| 58 | 17/09/1973 | Virginia Slims of Houston Houston                  |           | 30 000 $  | Moquette (int.) | Mona Schallau Pam Teeguarden          | Françoise Dürr Betty Stöve          | 6-3, 5-7, 6-4 | Tableau |
| 59 | 24/09/1973 | Virginia Slims of Columbus Columbus (GA)           |           | 30 000 $  | Terre (ext.)    | Françoise Dürr Betty Stöve            | Mona Schallau Pam Teeguarden        | 7-5, 7-5      | Tableau |
| 60 | 01/10/1973 | Faberge International of Phoenix Phoenix           |           | 50 000 $  | Dur (ext.)      | Kerry Harris Kerry Melville           | Rosie Casals Billie Jean King       | 6-4, 6-4      | Tableau |
| 61 | 15/10/1973 | Virginia Slims Championships Boca Raton            | Masters   | 110 000 $ | Terre (ext.)    | Rosie Casals Margaret Smith Court     | Françoise Dürr Betty Stöve          | 6-2, 6-4      | Tableau |
| 62 | 22/10/1973 | Dewar Cup of Aberavon Aberavon                     | Dewar Cup | NC        | Moquette (int.) | Marita Redondo Virginia Wade          | Julie Heldman Ann Kiyomura          | 4-6, 6-3, 7-6 | Tableau |
| 63 | 23/10/1973 | Virginia Slims of Hawaï Honolulu                   | VS Tour   | 30 000 $  | Dur (ext.)      | Kerry Harris Kerry Melville           | Helen Gourlay Karen Krantzcke       | 6-3, 3-6, 6-3 | Tableau |
| 64 | 30/10/1973 | Dewar Cup of Edinburgh Édimbourg                   | Dewar Cup | NC        | Moquette (int.) | Marita Redondo Virginia Wade          | Julie Heldman Ann Kiyomura          | 6-1, 2-6, 6-4 | Tableau |
| 65 | 06/11/1973 | Dewar Cup of Billingham Billingham                 | Dewar Cup | NC        | Moquette (int.) | Marita Redondo Virginia Wade          | Glynis Coles Sharon Walsh           | 6-7, 6-3, 6-2 | Tableau |
| 66 | 14/11/1973 | Dewar Cup Final Londres                            | Dewar Cup | NC        | Moquette (int.) | Lesley Charles Glynis Coles           | Virginia Ruzici Mariana Simionescu  | 6-3, 7-5      | Tableau |
| 67 | 19/11/1973 | South Australian Championships Adélaïde            |           | NC        | Gazon (ext.)    | Janet Fallis Janet Young              | Jenny Dimond Dianne Fromholtz       | 7-6, 6-3      | Tableau |
| 68 | 20/11/1973 | South African Open Johannesburg                    |           | NC        | Dur (ext.)      | Linky Boshoff Ilana Kloss             | Chris Evert Virginia Wade           | 7-6, 2-6, 6-1 | Tableau |
| 69 | 23/11/1973 | Lady Baltimore Tournament Baltimore                |           | 20 000 $  | Moquette (int.) | Rosie Casals Billie Jean King         | Françoise Dürr Betty Stöve          | 3-6, 6-4, 6-2 | Tableau |
| 70 | 26/11/1973 | Australian Hard Court Championships Sydney         |           | NC        | Terre (ext.)    | Joy Emerson Jan Lehane                | Peggy Michel Janet Young            | 7-6, 4-6, 7-6 | Tableau |
| 71 | 10/12/1973 | Western Australian Open Perth                      |           | NC        | Gazon (ext.)    | Evonne Goolagong Peggy Michel         | Margaret Smith Court Janet Young    | Forfait       | Tableau |

### Double mixte
| No | Date       | Nom et lieu du tournoi                    | Catégorie | Dotation  | Surface      | Vainqueures                        | Finalistes                         | Score         |         |
| -- | ---------- | ----------------------------------------- | --------- | --------- | ------------ | ---------------------------------- | ---------------------------------- | ------------- | ------- |
| 1  | 21/05/1973 | Roland-Garros Paris                       | G. Chelem | NC        | Terre (ext.) | Françoise Dürr Jean-Claude Barclay | Betty Stöve Patrice Dominguez      | 6-1, 6-4      | Tableau |
| 2  | 11/06/1973 | German Open Hambourg                      |           | NC        | Terre (ext.) | Pat Pretorius Hans-Jürgen Pohmann  | NC                                 | NC            | Tableau |
| 3  | 11/06/1973 | Green Shield Kent Championships Beckenham |           | NC        | Gazon (ext.) | Olga Morozova Alex Metreveli       | Marita Redondo J. Chanfreau        | 6-3, 6-1      | Tableau |
| 4  | 25/06/1973 | The Championships Wimbledon               | G. Chelem | NC        | Gazon (ext.) | Billie Jean King Owen Davidson     | Janet Newberry Raúl Ramírez        | 6-3, 6-2      | Tableau |
| 5  | 27/08/1973 | US Open Forest Hills                      | G. Chelem | 114 000 $ | Gazon (ext.) | Billie Jean King Owen Davidson     | Margaret Smith Court Marty Riessen | 6-3, 3-6, 7-6 | Tableau |
| 6  | 20/11/1973 | South African Open Johannesburg           |           | NC        | Dur (ext.)   | Evonne Goolagong Jürgen Fassbender | Ilana Kloss Bernard Mitton         | 6-3, 6-2      | Tableau |

## Classements de fin de saison
| Rang | Joueuse              |
| ---- | -------------------- |
| 1    | Margaret Smith Court |
| 2    | Billie Jean King     |
| 3    | Evonne Goolagong     |
| 4    | Chris Evert          |
| 5    | Rosie Casals         |
| 6    | Virginia Wade        |
| 7    | Kerry Reid           |
| 8    | Nancy Richey         |
| 9    | Julie Heldman        |
| 10   | Helga Masthoff       |

## Coupe de la Fédération
| Date     | Lieu                          | Surf.        | Vainqueur                                              | Finaliste               | Score |         |
| 30/04/73 | Bad Homburg, Bad Homburg T.C. | Terre (ext.) | Patricia Coleman Evonne Goolagong Janet Young-Langford | Pat Walkden Brenda Kirk | 3-0   | Tableau |

## Wightman Cup
Épreuve conjointement organisée par l'United States Tennis Association et la Lawn Tennis Association.
| Date | Lieu                     | Vainqueur  | Perdant     | Score |
|      | Brookline, Massachusetts | États-Unis | Royaume-Uni |       |

## Sources
- (en) WTA Tour : site officiel
- (en) [PDF] WTA Tour : palmarès complet 1971-2011